# Карбонара ди Нола
Карбонара ди Нола (итал. Carbonara di Nola) је насеље у Италији у округу Напуљ, региону Кампанија.
Према процени из 2011. у насељу је живело 1960 становника. Насеље се налази на надморској висини од 157 м.

## Становништво
| 1931. | 1936. | 1951. | 1961. | 1971. | 1981. | 1991. | 2001. | 2011. |
| ----- | ----- | ----- | ----- | ----- | ----- | ----- | ----- | ----- |
| 1.299 | 1.387 | 1.488 | 1.645 | 1.634 | 1.820 | 1.837 | 2.025 | 2.303 |